# Poljska vesoljska agencija
Poljska vesoljska agencija (POLSA; poljsko: Polska Agencja Kosmiczna, PAK) je poljska vesoljska agencija, ki jo upravlja Ministrstvo za razvoj, delo in tehnologijo. Je članica Evropske vesoljske agencije. Agencija se osredotoča na razvoj satelitskih omrežij in vesoljskih tehnologij na Poljskem. Ustanovljena je bila 26. septembra 2014, in ima sedež v Gdansku na Poljskem.